# Ludwig von Fautz
Ludwig von Fautz (20. srpna 1811 Vídeň – 23. února 1880 Penzing) byl rakouský admirál. U c. k. námořnictva sloužil od roku 1826 a vyznamenal se především v bojích během revoluce 1848–1849. V dalších letech byl jmenován velitelem několika zcela nově postavených válečných lodí a působil také v námořní administraci. V roce 1862 byl povýšen na viceadmirála a nakonec byl v letech 1865–1868 vrchním velitelem rakouského námořnictva.

## Životopis

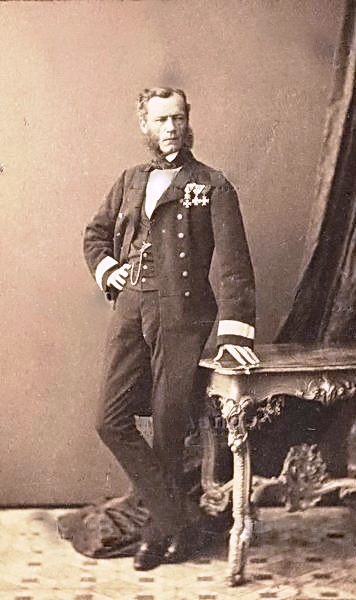
Kontradmirál Ludwig von Fautz (1860)

Pocházel z vídeňské podnikatelské rodiny, byl synem výrobce suken Antona Fautze. Studoval obchodní školu ve Vídni a v roce 1825 vstoupil jako dobrovolník k vojenským oddílům v Tullnu, o rok později přešel k námořnictvu. Začínal u námořní pěchoty v Benátkách a v roce 1827 se stal námořním kadetem. Vystřídal službu na různých lodích a v roce 1829 se na palubě korvety SMS Adria zúčastnil bombardování pirátských přístavů v Maroku. V roce 1831 získal hodnost praporčíka a kromě válečných lodí sloužil také u obchodního loďstva. V letech 1831–1832 absolvoval cestu na Blízký východ, jinak se plavil převážně v Jaderském moři.
Postupoval v hodnostech (fregatní poručík 1842, poručík řadové lodi 1848) a v roce 1847 byl přidělen k vojenskému referátu vrchního velení námořnictva v Benátkách. Vyznamenal se během revolučních bojů v Itálii v letech 1848–1849, kdy se na parnících SMS Vulcano a SMS Curtatone podílel na blokádě Benátek (1848) a bombardování Ancony (1849). V té době utrpěl střelné poranění břicha s doživotními následky. Ve spolupráci s Lazarem Mamulou se také zúčastnil společné akce vojska a námořnictva v Boce Kotorské (1849).
Díky zásluhám v revolučních letech 1848-1849 absolvoval rychlý kariérní postup, byl povýšen na korvetního kapitána (25. října 1848) a fregatního kapitána (19. ledna 1850). V letech 1849–1852 byl velitelem fregaty SMS Venus, s níž absolvoval cesty do Neapole, Lisabonu, na Madeiru a v roce 1851 do oblasti Karibiku a na Kubu. K datu 9. března 1852 byl povýšen na kapitána řadové lodi a převzal velení fregaty SMS Bellona spolu s velením eskadry v Jaderském moři. Jako velitel fregaty SMS Novara absolvoval cestu do Anglie (1854) a poté jako velitel fregaty SMS Schwarzenberg pobýval na Blízkém východě (1854–1855).
V letech 1855–1856 působil u velení námořních základen v Terstu a Pule a v srpnu 1856 se stal ředitelem nově zřízené císařské námořní kanceláře Františka Josefa I. V této funkci setrval jeden rok do srpna 1857 a mezitím byl povýšen na kontradmirála (9. prosince 1856). V letech 1857–1859 byl poté zástupcem vrchního velitele námořnictva arcivévody Maxmiliána a jako velitel eskadry v Dalmácii se v roce 1859 zúčastnil války se Sardinií. Po prohrané válce požádal o uvolnění z aktivní služby a žil v soukromí ve Vídni a Terstu. V srpnu 1860 se vrátil na moře jako velitel lodi SMS Kaiser a v letech 1860–1862 byl přidělen k vojenskému velitelství ve Veroně.
K datu 1. května 1862 byl penzionován v hodnosti viceadmirála, ale o rok později se znovu vrátil do aktivní služby jako velitel pevnosti na ostrově Vis (1863–1864). V březnu 1864 byl povolán do Vídně na ministerstvo námořnictva jako zástupce ministra Friedricha von Burgera. Po zrušení ministerstva námořnictva byl k datu 1. srpna 1865 přeložen na ministerstvo války jako šéf námořní sekce a v této funkci byl zároveň vrchním velitelem námořnictva (1865–1868). Byl mimo jiné poradcem arcivévody Leopolda a v roce 1866 se podílel na organizaci námořního tažení během války s Itálií (bitva u Visu). K datu 8. března 1868 byl z funkce vrchního velitele námořnictva odvolán a nahrazen admirálem Tegetthoffem, s nímž měl spory již z dřívější doby. Dne 7. října 1869 byl definitivně penzionován a od té doby žil v soukromí.
Až po odchodu do penze se oženil, v roce 1869 se jeho manželkou stala Hermína Müllerová von Schönenbeck. Z manželství se narodil syn Gustav Heinrich (1878–1922), který sloužil u námořnictva a za první světové války dosáhl hodnosti korvetního kapitána.

## Tituly a ocenění
Během služby u námořnictva se stal nositelem několika ocenění v Rakousku i v zahraničí. V roce 1854 byl povýšen do šlechtického stavu s titulem rytíř. Jako vrchní velitel námořnictva obdržel v roce 1865 titul c. k. tajného rady s nárokem na oslovení Excelence.

### Rakouské císařství
- rytířský kříž Leopoldova řádu (1849)
- Vojenský záslužný kříž (1859)

### Zahraničí
- komandérský kříž Řádu svatého Řehoře Velikého (1850, Papežský stát)
- komandérský kříž Řádu Spasitele (1855, Řecko)
- velkodůstojník Řádu Guadalupe (1866, Mexiko)